# Santa Maria del Faro
Crkva Santa Maria del Faro osnovana je u 13. stoljeću, a obnovljena u 18. stoljeću prema nacrtima Ferdinanda Sanfelicea i pod pokroviteljstvom obitelji Mazza. Barokna crkva uključuje male fragmente rimskih sarkofaga. Sadrži fragmente rimske vile Pausylipon, koja je bila mjesto rimskog svjetionika; otuda naziv Santa Maria del Faro, "Sveta Marija od svjetionika".

## Vanjske poveznice
|  | Zajednički poslužitelj ima još gradiva o temi Santa Maria del Faro |